# Rue Denfert-Rochereau
Pour les articles homonymes, voir Denfert-Rochereau.
Cet article court présente un sujet plus développé dans : Rue d'Enfer (Paris, rive gauche), Rue Henri-Barbusse et Avenue Denfert-Rochereau.
La rue Denfert-Rochereau est le nom porté par la section subsistante de la rue d'Enfer à partir de 1878. En 1946, elle est renommée :
- rue Henri-Barbusse au nord de l'avenue de l'Observatoire,
- avenue Denfert-Rochereau au sud de cette avenue.